# Ansonia torrentis
Az Ansonia torrentis a kétéltűek (Amphibia) osztályának a békák (Anura) rendjébe és a varangyfélék (Bufonidae) családjába tartozó faj.

## Előfordulása
Malajzia területén honos, jelenléte bizonytalan Bruneiben. A természetes élőhelye szubtrópusi és trópusi hegyvidékek és folyók.